# Fermo
Fermo város Olaszországban, Marche régióban, Fermo megyében, egyben a megye székhelye.

## Története
Már a korai vaskorban, i. e. 9. században a Villanova kultúra népei és a picenumi törzs által lakott település volt. Kr. u. 264-ben római kolóniává vált Firmum Picenum névvel. A római fennhatóság alatt széles körű autonómiával rendelkező város volt. Az 5. században barbárok dúlták fel. 825-ben I. Lothár megalapította a mai egyetem elődjét. A Marca Fermana (Fermó Márka) székhelye lett, melynek határai északon a Musone, délen a Pescara folyó.
1199-ben Fermo szabad várossá kiáltotta ki magát.
1242-ben II. Frigyes császár elfoglalta, ekkor épült a hatalmas erőd, a Rocca di Girfalco, mely 1445-ben megsemmisült. 1589-ben V. Szixtusz pápa a várost érseki székhellyé, a székesegyházat Basilica Minora rangra emelte. Fermo 1797-ben Tronto tartomány székhelye lett.
Napóleon alatt, 1808-ban, Fermo prefektúra- székhely. A város visszatérésével a pápai államba, Fermo vármegyei székhely lett és az is maradt 1860-ig, a szárd-piemontiak hatalomátvételéig. Ezután Fermo megye közigazgatásilag megszűnt egészen 2009-ig. 2004 óta a város Fermo megye székhelye.

## Látnivalók
- Piazza del Popolo
- Loggiato di San Rocco
- Biblioteca Comunale
- Palazzo dei Priori
- Pinacoteca
- Piazzale del Girfalco
- Katedrális
- Palazzo Azzolino és Palazzo Vitali Rosati
- San Francesco templom
- Villa Vitali
- Római kori ciszterna
- San Zenone templom
- Dioccesano múzeum

- Sant'Agostino templom (Torre di Palme)
- Santa Maria a Mare templom (Torre di Palme)
- Santa Maria templom (Capodarco)

## Ünnepek, események
- Helyi termékek fesztiválja (március)
- Régiség és kézműves vásár (csütörtök, július és augusztus)
- Palio dell'Assunta (augusztus 15.)
- Nemzetközi amatőr kerékpárverseny (augusztus 16.)

## Híres polgárai
- Galeazzo Maria Sforza (1444–1476), később Milánó hercege

## Testvérvárosai
- Várpalota, Magyarország

## Képek

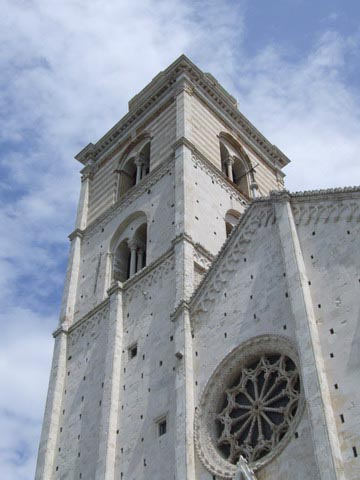
A Katedrális nyugati homlokzatának részlete
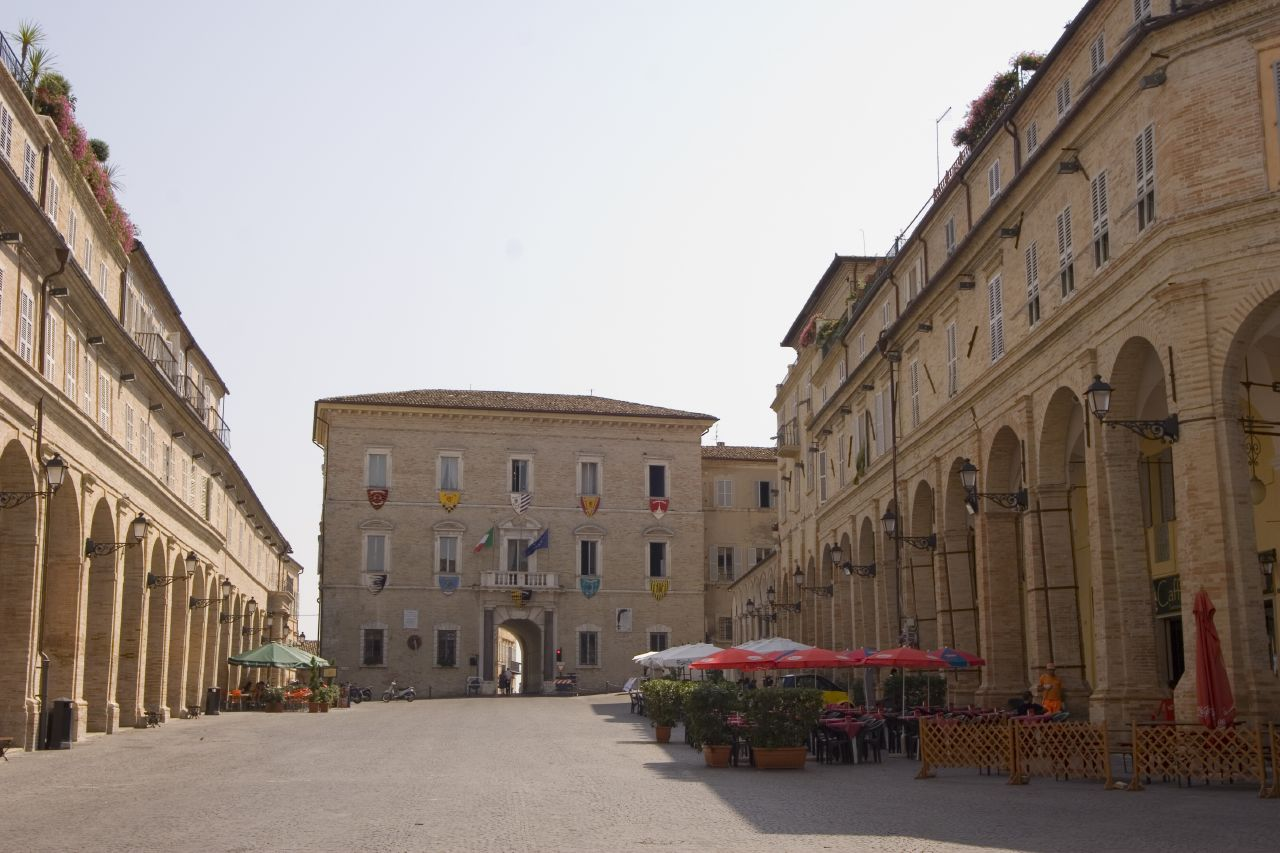
Piazza del Popolo
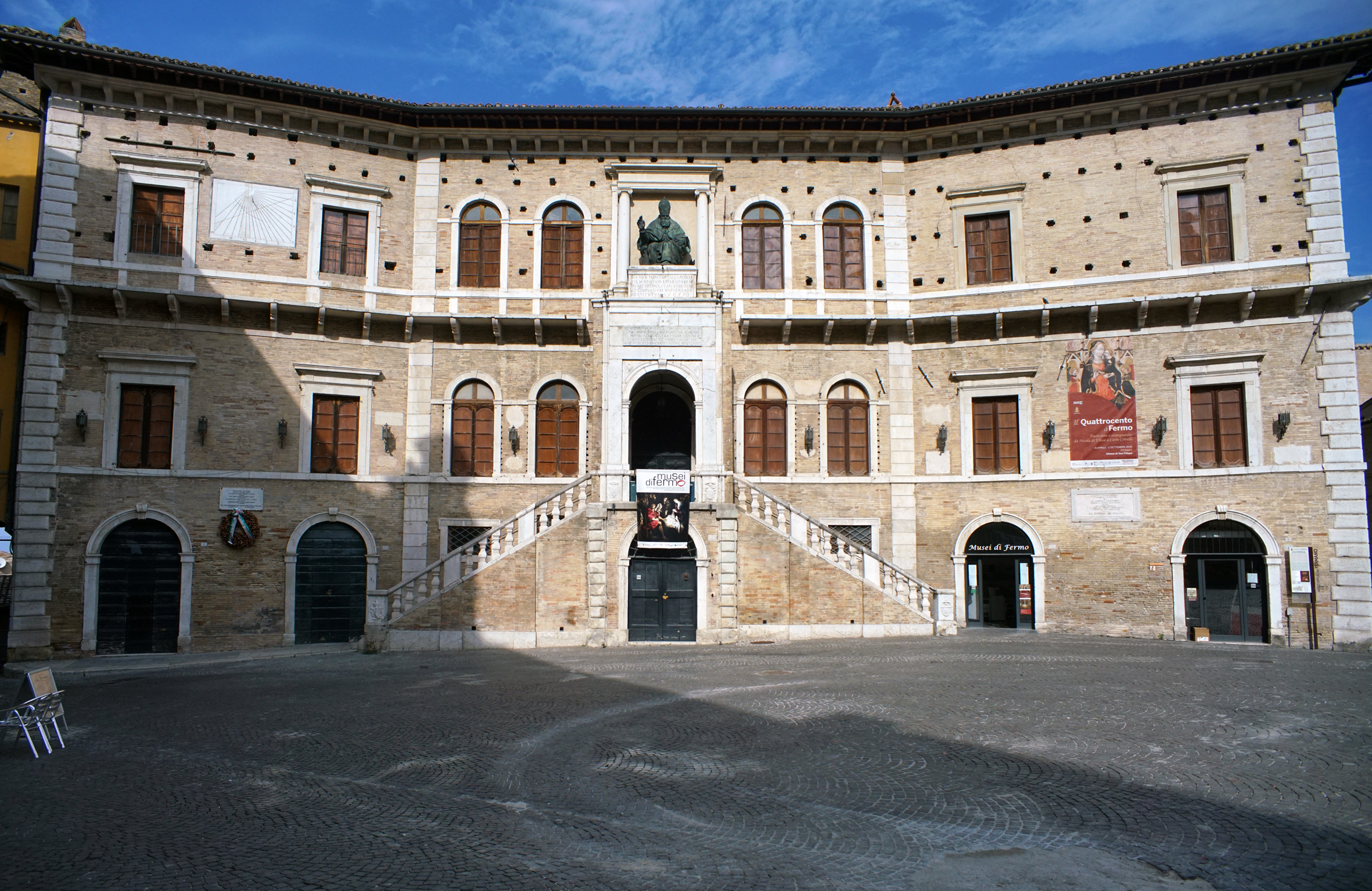
Palazzo dei Priori
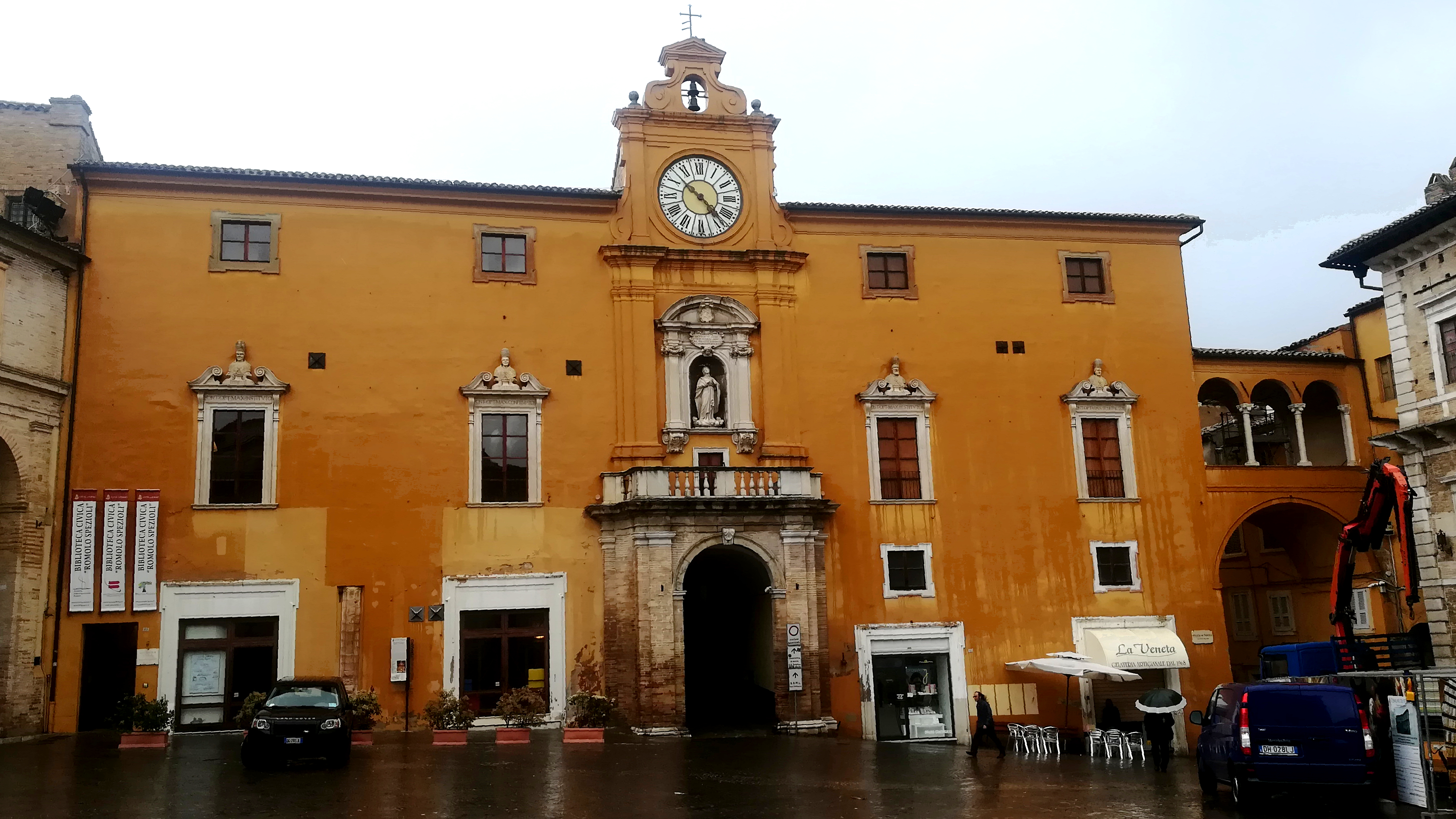
A városi könyvtár
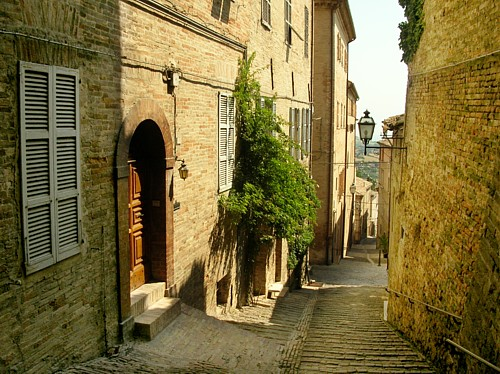
Egy régi utca
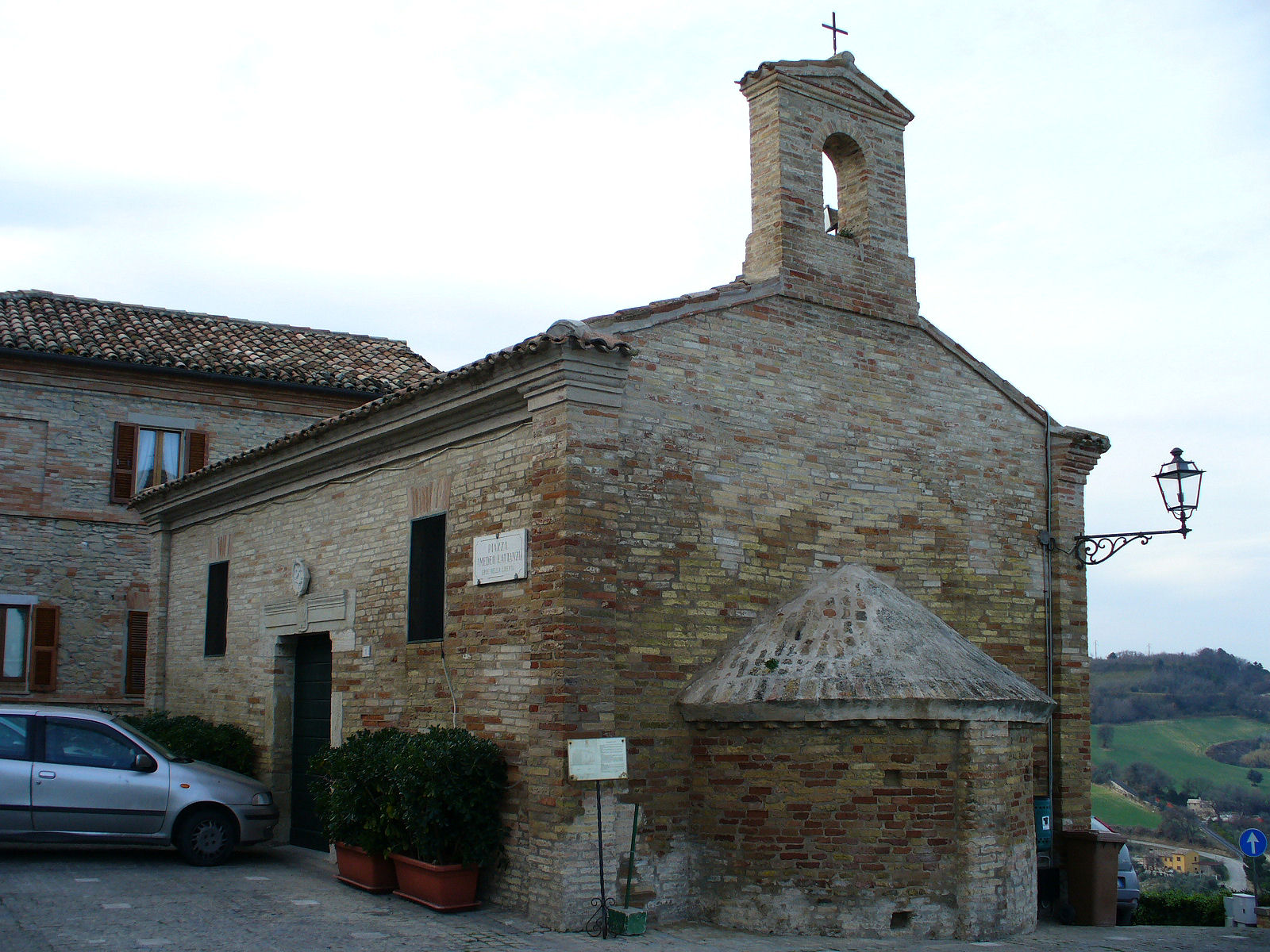
Oratorio della Chiesa di S.Maria

## Külső hivatkozások
- Fermo város hivatalos honlapja (olaszul)